# Amstel Gold Race 2004
De 39ste editie van de Amstel Gold Race vond plaats op zondag 18 april 2004. Het parcours, met start in Maastricht en finish in Valkenburg, had een lengte van 251,1 kilometer. Aan de start stonden 191 renners, waarvan 101 de finish bereikten.

## Uitslag
| rang | renner            | land      | tijd       |
| ---- | ----------------- | --------- | ---------- |
| 1    | Davide Rebellin   | Italië    | 6u 23' 44" |
| 2    | Michael Boogerd   | Nederland | op 01"     |
| 3    | Paolo Bettini     | Italië    | op 18"     |
| 4    | Danilo Di Luca    | Italië    | z.t.       |
| 5    | Peter Van Petegem | België    | z.t.       |
| 6    | Matthias Kessler  | Duitsland | op 26"     |
| 7    | Erik Dekker       | Nederland | op 41"     |
| 8    | Sergei Ivanov     | Rusland   | op 52"     |
| 9    | Mirko Celestino   | Italië    | op 53"     |
| 10   | Giampaolo Caruso  | Italië    | op 55"     |

1966 · 1967 · 1968 · 1969 · 1970 · 1971 · 1972 · 1973 · 1974 · 1975 · 1976 · 1977 · 1978 · 1979 · 1980 · 1981 · 1982 · 1983 · 1984 · 1985 · 1986 · 1987 · 1988 · 1989 · 1990 · 1991 · 1992 · 1993 · 1994 · 1995 · 1996 · 1997 · 1998 · 1999 · 2000 · 2001 · 2002 · 2003 · 2004 · 2005 · 2006 · 2007 · 2008 · 2009 · 2010 · 2011 · 2012 · 2013 · 2014 · 2015 · 2016 · 2017 · 2018 · 2019 · 2020 · 2021 · 2022 · 2023 · 2024

Lijst van beklimmingen